# Lester P. Barlow
Lester Pence Barlow (Monticello, 2 de diciembre de 1886-Stamford, 6 de septiembre de 1967) fue un piloto militar estadounidense, e inventor de explosivos, que participó en la Revolución mexicana.

## Biografía
Nació en la localidad de Monticello (en el estado de Wisconsin).
Interrumpió su educación formal al terminar el octavo grado.
En 1904 ingresó a trabajar en Radio Station, donde aprendió sobre instalaciones de radio.
Ese mismo año se enroló en la Marina.
Después de cuatro años de servicio se informó que había roto un récord mundial de artillería.
Ayudó a construir la primera estación inalámbrica en Guam.
Después de salir de la Marina en 1908, Barlow aprendió a volar.
En 1914 viajó a México, donde se unió a las fuerzas insurgentes de Pancho Villa. Allí se experimentó por primera vez con bombas aéreas.
Esas armas también se estaban desarrollando en Francia y en Alemania.
Las bombas que Barlow dejaba caer sobre los trenes que transportan a las tropas federales, eran pequeñas y no muy eficaces, pero lanzaron su carrera como inventor.
Adaptó y equipó un tren para el transporte y mantenimiento de los aeroplanos de la Flotilla Aérea de la División del Norte.
Tras la ruptura entre las facciones revolucionarias que se opusieron a Victoriano Huerta, Barlow fue nombrado jefe de operaciones del 2.º Cuerpo Aéreo villista, creado en 1915 para combatir a Venustiano Carranza, y compuesto en su totalidad por pilotos extranjeros.
Barlow supervisó la fabricación de bombas y discurrió la mejor manera de lanzarlas desde los aviones.
Del 8 al 10 de junio de 1915 participó en la defensa de Aguascalientes contra las tropas de Álvaro Obregón que pretendían tomar la plaza.
Después, regresó con los villistas a Torreón (Coahuila) donde pidió su baja del ejército.
Trabajó algunos años como ingeniero en unas minas antes de retornar a Estados Unidos.
A medida que Estados Unidos se acercó a la participación en la Primera Guerra Mundial, el Sr. Barlow comenzó a trabajar para el Departamento de Guerra en bombas aéreas para el Ejército.
Cuando Estados Unidos declaró la guerra a Alemania en 1917 ―en el marco de la Primera Guerra Mundial (1914-1918)―, comenzó la producción de bombas de Barlow.
Sus bombas fueron escogidas como las ideales para combatir en el conflicto.
En la guerra, Estados Unidos utilizó aproximadamente 500 000 de sus bombas.
Las patentes sobre las bombas y torpedos de Barlow se mantuvieron en secreto durante la guerra.
Sus invenciones se dieron a conocer recién a mediados de los años veinte.
Durante dos décadas el Sr. Barlow no recibió ningún pago por su trabajo sobre las armas.
En 1940, después de una larga batalla legal, el Congreso aprobó el pago de 529 719 dólares (aproximadamente 9 millones de dólares de 2016) al inventor.
Cuando se retiró, vivió en la calle Cedar Heights, de la ciudad de Stamford.
Se casó tres veces.
Falleció el 6 de septiembre de 1967 en el Hospital de Stamford.